# Сосна остистая межгорная
Сосна остистая межгорная (лат. Pinus longaeva) — долгоживущее дерево рода Сосна семейства Сосновые.

## Распространение
В естественных условиях распространена в Северной Америке. Остистая сосна растет повсюду высоко в горах штатов Юта, Невада, в восточной части Калифорнии, Колорадо, Аризоны и Нью-Мексико.

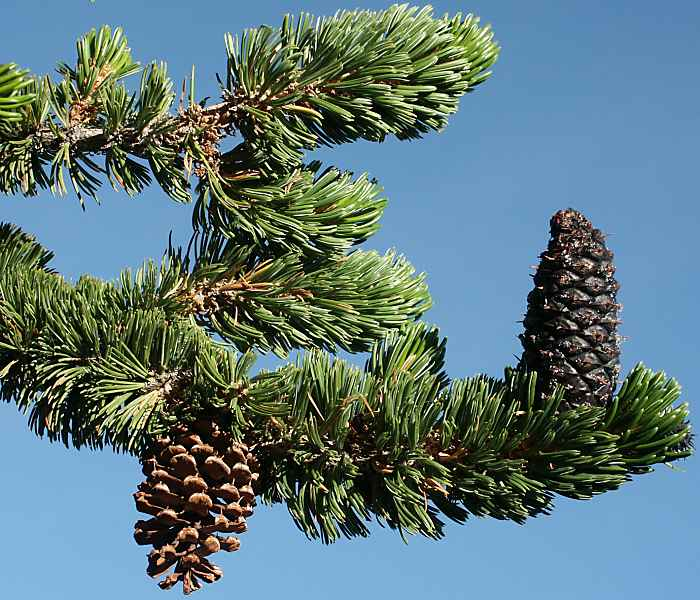
Иглы и шишки, Snake Range, Невада

## Ботаническое описание
Среднего размера дерево высотой от 5 до 15 метров и диаметром кроны от 2,5 до 3,6 метров. Кора ярко-оранжево-жёлтая с глубокими трещинами. Хвоя этого дерева собрана в пучки по 5 штук в каждом, имеет цвет от тёмно-зелёного до сине-зелёного. Листья имеют очень продолжительный срок жизни, вплоть до 45 лет.
Ствол корявый и чахлый на вид, особенно у деревьев, которые произрастают на больших высотах. По мере старения большая часть камбия может умереть. У очень старых деревьев только узкая полоска живой ткани соединяет корни с горстью живых ветвей.

### Продолжительность жизни
Этот вид характеризуется очень высокой продолжительностью жизни: до нескольких тысячелетий; возраст некоторых остистых сосен Аризоны составляет около 4000 лет. Некоторым из растущих деревьев в горах Сьерра-Невады насчитывается около 4900 лет.
Среди всех экземпляров, найденных в Белых горах, самые старые деревья встречаются на склонах, обращённых к северу, их средний возраст составляет 2 000 лет по сравнению с 1 000 лет на южных склонах. Климат и прочность их древесины могут сохранить их надолго после смерти: мёртвые деревья возрастом до 7 000 лет обнаруживают рядом с живыми.
Долгое время официально старейшими признавались деревья Прометей возрастом 4862 года, срубленное в 1964 году, и старейшая живая сосна — Мафусаил, которой в 2011 году было 4842 года. В 2010 году было найдено ещё более старое дерево, возраст которого на тот момент составлял 5062 лет (то есть этот экземпляр начал расти примерно в 3050 году до н. э.). Информация о нём была получена после исследования кернов, собранных Эдмундом Шульманом летом 1957 года.